# Cinema estone

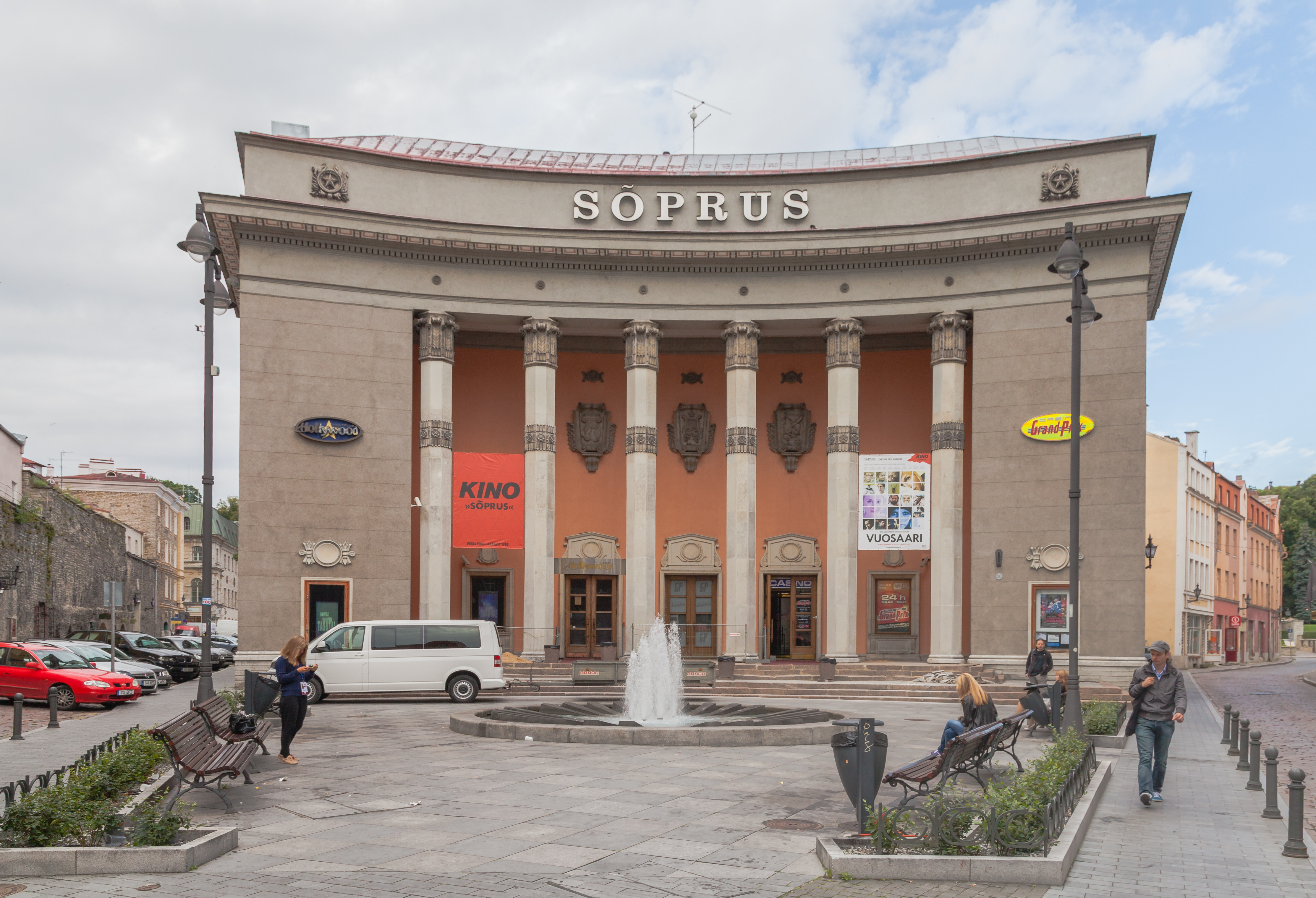
Cinema Sõprus a Tallinn.

Il cinema estone è l'industria cinematografica nella Repubblica di Estonia.

## Storia

### Dal 1896 al 1911
Le prime "immagini in movimento" furono proiettate a Tallinn nel 1896 mentre il primo cinema fu aperto in Estonia nel 1908. Il primo documentario locale fu prodotto nel 1908 con un cinegiornale sulla visita a Tallinn del re Gustavo V di Svezia.

### Dal 1912 al 1918
Il primo documentario estone fu realizzato da Johannes Pääsuke nel 1912 e fu seguito da un corto intitolato Karujaht Pärnumaal (Caccia all'orso in Pärnumaa) del 1914. La prima casa di produzione cinematografica estone, Estonia Film Tartus, fu creata da Johannes Pääsuke. Pääsuke produsse diversi documentari, corti e immagini sulla natura estone.

### Dal 1918 al 1940

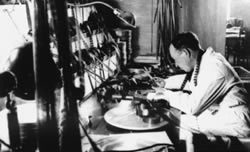
Konstantin Märska all'Eesti Kultuurfilm nel 1936

Il primo lungometraggio estone fu realizzato nel 1924 da Konstantin Märska e fu intitolato Shadows of the Past, prodotto dalla sua casa di produzione, la Konstantin Märska Filmiproduktsioon. Due film di Märska sono ancora conservati: Vigased pruudid e Jüri Rumm, entrambi del 1929. La Theodor Lutsu Filmiproduktsioon fu creata da Theodor Luts e sua moglie, Aksella Luts, e realizzò film e documentari. Nel 1927, questa casa di produzione realizzò Noored kotkad, considerato una pietra angolare del cinema estone. Luts realizzò anche una co-produzione estone-finnica.
Prima della Grande depressione che colpì l'Estonia negli anni '30, fu creata la più grande casa di produzione cinematografica estone chiamata Eesti Kultuurfilm che produsse soprattutto documentari.
Alla fine degli anni '30, l'Academy Awards diede una nomination all'attrice e soprano estone Miliza Korjus per il ruolo nel film Il grande valzer. Nel 1931, fu realizzato il primofilm d'animazione estone Kutsu-Juku seiklusi.

### Dal 1940 al 1953
Durante il primo anno di occupazione sovietica dell'Estonia, l'Eesti Kultuurfilm fu rinominato Kinokroonika Eesti Stuudio dal partito comunista. Negli anni dell'occupazione, i cineasti estoni furono usati dal regime comunista per fare propaganda.
Herbert Rappaport, regista austriaco emigrato in Unione Sovietica, diresse due film in Estonia: Elu tsitadellis nel 1947 e Valgus Koordis nel 1951, quest'ultima fu la prima pellicola cinematografica a colori.

### Dal 1953 al 1991
Dopo la morte di Stalin nel 1953, si ebbe un periodo di maggiore libertà nell'arte sovietica.
Alla fine degli anni '50, uno dei migliori registi estoni fu Kaljo Kiisk che diresse Juunikuu päevad, nel 1957, e Vallatud kurvid nel 1959, primo film drammatico in kinopanorama.
Negli anni '60, la storia del principe Gabriel dello scrittore Eduard Bornhöhe fu sceneggiata per un film da Arvo Valton. Il regista Grigori Kromanov ne diresse la trasposizione cinematografica col film Viimne reliikvia del 1969. La pellicola divenne un film di culto per il cinema estone e nella sola Unione Sovietica vennero venduti 44,9 milioni di biglietti. Il film fu inoltre esportato in più di 60 paesi.
Un'altra pietra miliare del cinema d'Estonia fu Kevade di Arvo Kruusement e basato sul popolare romanzo di Oskar Luts.
Alcuni film di successo degli anni '80 furono Hukkunud Alpinisti hotell di Kromanov e Nipernaadi di Kiisk.
Tra le migliori registe donne troviamo Leida Laius che vinse il Premio UNICEF al Festival internazionale del cinema di Berlino nel 1985. Attori importanti dell'era sovietica furono Rein Aren, Jüri Järvet e Leonhard Merzin.

### Dal 1991
Dopo lo sfaldamento dell'Unione Sovietica, il cinema estone ebbe un forte declino.
Nel 1997, il Ministero della Cultura estone fondò l'Eesti Filmi Sihtasutus. Nel 1998, furono prodotti due film tra cui Georgica, tratto dal poema di Virgilio, che vinse il FIPRESCI Prize al Festival del cinema di Stoccolma e il Prix Europa Special al Prix Europa nel 1999.
In questo periodo, si ebbero numerose co-produzioni come Head käed del 2001, coprodotto con la Lettonia, evincitore del Premio Manfred Salzgeber di Berlino e dell'Ulivo d'Oro al Festival del Cinema europeo di Lecce. Sempre nel 2001, fu prodotto il film Karu süda di Arvo Iho nominato per il Golden St. George di Mosca e coproduzione tra Estonia, Germania, Russia e Repubblica ceca.
Nel 2002, ottenne un buon successo commerciale il film Nimed marmortahvlil di Elmo Nüganen sulla guerra d'indipendenza estone.
Nel 2004, due giovani registi emergenti, Jaak Kilmi e René Reinumägi, diressero il film Sigade revolutsioon che vinse il Premio Speciale della Giuria al Festival cinematografico internazionale di Mosca.
Nel 2007, l'Estonia produsse 10 film fra cui Sügisball di Veiko Õunpuu che ricevette premi come miglior regista al Festival Internazionale del Cinema di Salonicco e al Festival Internazionale di Bratislava. Il film ricevé anche il premio Orizzonti alla 64ª Mostra internazionale d'arte cinematografica di Venezia.
Tra gli ultimi film maggiormente premiati troviamo Püha Tõnu kiusamine di Õunpuu del 2009.
Nel 2015 il primo film estone candidato per l'Oscar al miglior film straniero fu Tangerines del regista Zaza Urushadze. Nel 2019 un altro film Verità e giustizia del regista estone Tanel Toom, è entrato nella Short-list dei nove candidati per l' Oscar al miglior film straniero.